# 1841
1841 (MDCCCXLI) je bilo navadno leto, ki se je po gregorijanskem koledarju začelo na petek, po 12 dni počasnejšem julijanskem koledarju pa na sredo.

## Rojstva
- 30. januar - Samuel Loyd, ameriški problemist, ugankar, razvedrilni matematik († 1911)
- 18. februar - Gergel Lutar, slovenski posestnik in pisatelj na Ogrskem († 1925)
- 16. maj - Ivan Franke, slovenski slikar, ribiški strokovnjak († 1927)
- 8. september - Antonín Leopold Dvořák, češki skladatelj († 1904)
- 31. december - Josip Križan, slovenski matematik, fizik, filozof († 1921)

## Smrti
- 10. februar - Ferenc Xaver Berke Slovenski duhovnik in pisatelj na Ogrskem (* 1764)
- 23. maj - Franz Xaver von Baader, nemški teolog, filozof (* 1765)
- 1. junij - Nicolas Appert, francoski kuhar, slaščičar (* 1749)
- 11. avgust - Johann Friedrich Herbart, nemški filozof in pedagog (* 1776)